# 瓦莫 (佛羅里達州)
瓦莫（英語：Vamo）是位於美國佛羅里達州薩拉索塔縣的一個人口普查指定地區。

## 地理
瓦莫的座標為27°13′34″N 82°29′44″W / 27.22611°N 82.49556°W，而該地最高點為海拔高度4米（即13英尺）。

## 人口
根據2010年美國人口普查的數據，瓦莫的面積為4.90平方千米，當中陸地面積為3.90平方千米，而水域面積為1.00平方千米。當地共有人口4727人，而人口密度為每平方千米964人。